# Кливленд, Дэвис
Дэ́вис Кли́вленд (англ. Davis Cleveland; 5 февраля 2002, Хьюстон, Техас, США) — американский актёр, рэпер. Номинант на премию «Молодой актёр» (2011, 2012)

## Карьера
Дэвис Кливленд снимается в кино с 2008 года. Наиболее известен ролью Флинна Джонса из телесериала «Танцевальная лихорадка» (2010), за которую получил 2 номинации на премию «Молодой актёр» (2011, 2012).
Также Кливленд является рэпером, гитаристом и барабанщиком.

## Фильмография
| Год       |   | Русское название         | Оригинальное название | Роль               |
| --------- | - | ------------------------ | --------------------- | ------------------ |
| 2008      | с | Мыслить как преступник   | Criminal Minds        | Рикки              |
| 2008      | с | Как я встретил вашу маму | How I Met Your Mother | Энди               |
| 2009      | с | Отчаянные домохозяйки    | Desperate Housewives  | Джеффри            |
| 2009      | с | Говорящая с призраками   | Ghost Whisperer       | Тайлер Хэрмон      |
| 2010      | с | Ханна Монтана            | Hannah Montana        | мальчик            |
| 2010      | с | Два Короля               | Pair of Kings         | Чонси              |
| 2010—2011 | с | Зик и Лютер              | Zeke and Luther       | Рой Уоффлес        |
| 2010—2012 | с | Танцевальная лихорадка   | Shake It Up!          | Флинн Джонс        |
| 2011      | с | Держись, Чарли!          | Good Luck Charlie     | Флинн Джонс/Уолкер |
| 2016      | ф | Руфус                    | Rufus                 | Мэнни Гарсия       |
| 2017      | ф | Руфус 2                  | Rufus 2               | Мэнни Гарсия       |